# 1821 aux États-Unis
Pour des articles plus généraux, voir Chronologie des États-Unis et 1821.
Chronologie des États-Unis
- 1817
- 1818
- 1819
- 1820
- 1821
- 1822
- 1823
- 1824
- 1825

Cette page concerne des événements d'actualité qui se sont produits durant l'année 1821 du calendrier grégorien aux États-Unis.

## Gouvernement
- Président : James Monroe (Républicain-Démocrate)
- Vice-président : Daniel D. Tompkins (Républicain-Démocrate)
- Secrétaire d'État  : John Quincy Adams (Républicain-Démocrate)
- Chambre des représentants - Président : John W. Taylor (Républicain-Démocrate) jusqu'au 4 mars puis Philip Pendleton Barbour (Républicain-Démocrate) à partir du 4 décembre

## Événements
- 9 février : fondation de l'Université George Washington à Washington.
- 22 février : proclamation du Traité d'Adams-Onís signé le 22 février 1819.
- 4 mars : cérémonie d'investiture à Washington D.C. du président des États-Unis, James Monroe, pour un deuxième mandat.
- 10 mars : Andrew Jackson est nommé gouverneur militaire de la Floride, il servira jusqu'au 31 décembre 1821.
- 10 juillet : le traité d'Adams-Onís entre en vigueur. Il fixe la totalité de la frontière entre les États-Unis et la Nouvelle-Espagne. Selon les termes du traité, la totalité de la Floride espagnole est vendue aux États-Unis[1]. Le traité transfère le reste des actuels Idaho et Oregon à l'Oregon Country, des parties des actuels Colorado, Oklahoma et Wyoming, ainsi que la totalité du Nouveau-Mexique et du Texas, à la Nouvelle-Espagne, et toute la Floride aux États-Unis. Les nouvelles frontières rognèrent sur le comté de Miller, dans le Territoire de l'Arkansas, qui avait été créé le 1er avril 1820 et s'étendant sous la Red River à l'intérieur de terres cédées à l'Espagne. Cependant, l'isolement de la région ne provoqua aucun conflit sérieux avec l'Espagne[2]. 10 juillet - 10 août 1821

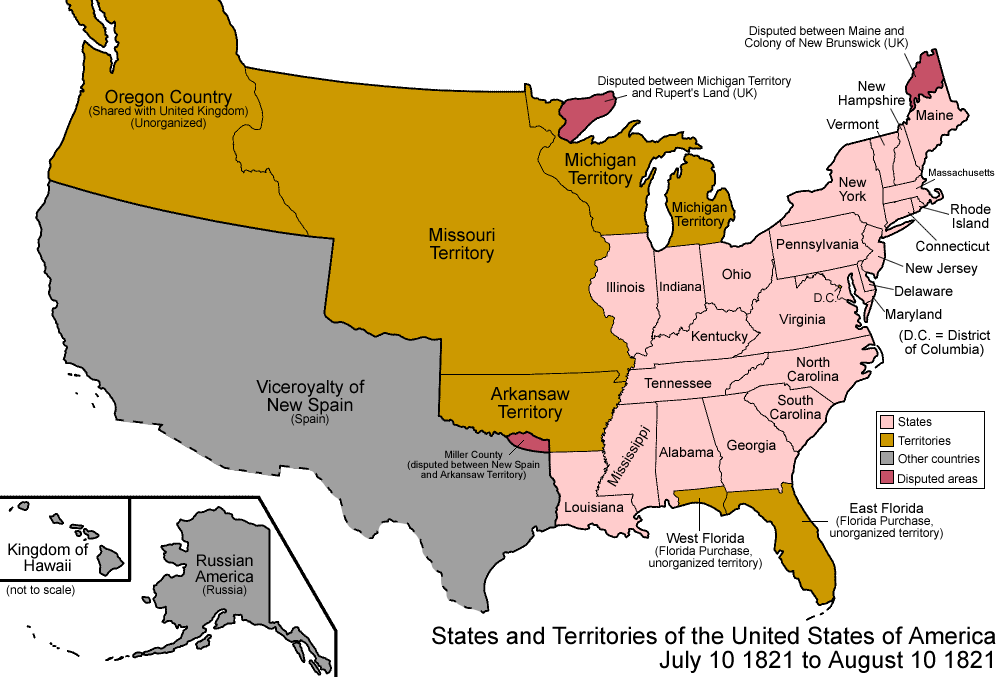
10 juillet - 10 août 1821

- 17 juillet : Andrew Jackson prend formellement le commandement de la Floride des autorités espagnoles à Pensacola.
- 4 août : première publication de l'hebdomadaire The Saturday Evening Post.
- 10 août : le coin sud-est du Territoire du Missouri devient le 24e État, le Missouri. Le reste devient non-organisé. À cette date, le Missouri ne possédait pas son triangle nord-ouest ; il fut ajouté par la suite, lors de l'achat Platte[3]. 10 août 1821 - 30 mars 1822

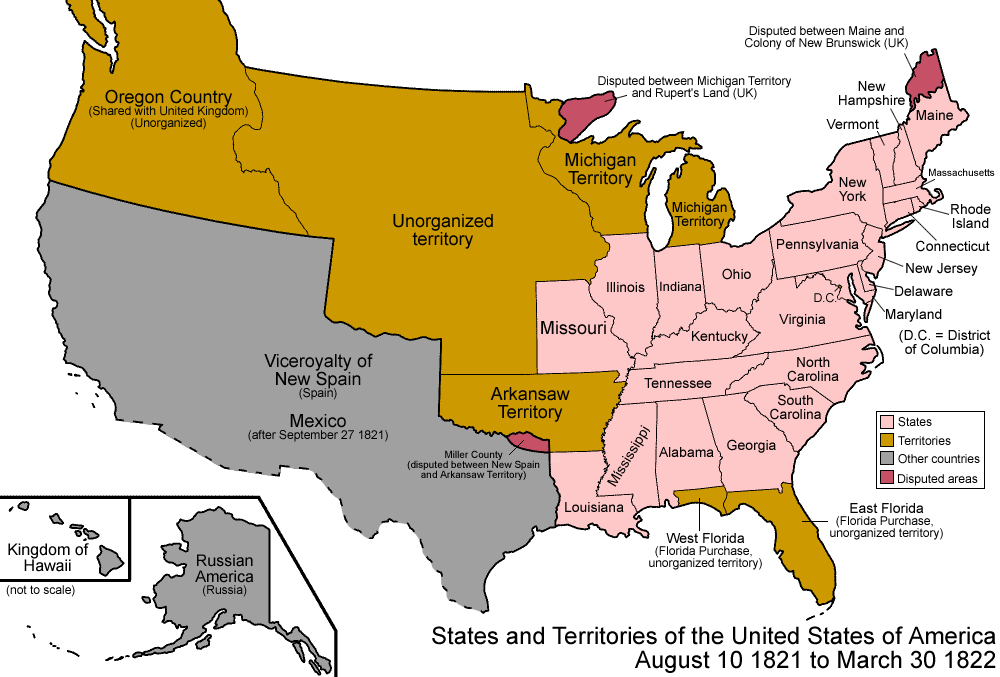
10 août 1821 - 30 mars 1822

- 29 août : premier traité de Chicago entre les États-Unis et les peuples amérindiens Outaouais, Chippewa et Potawatomis pour permettre l'établissement officiel de ce qui deviendra la ville de Chicago[4].
- 4 septembre : affirmation des droits exclusifs de la Russie en Alaska, au nord du 51e parallèle.
- 18 septembre : fondation du Amherst College à Amherst, dans le Massachusetts
- 27 septembre : la vice-royauté de Nouvelle-Espagne conquiert son indépendance ; la région frontalière avec les États-Unis finit par former le Premier Empire mexicain.
- Septembre : Emma Willard fonde le Troy Female Seminary, premier établissement américain d’enseignement pour jeunes filles.
- 16 novembre, Conquête de l'Ouest : la Piste de Santa Fe est utilisée pour la première fois par un blanc américain, William Becknell (en)[5]. Carte de la Piste de Santa Fe (en rouge) en 1845

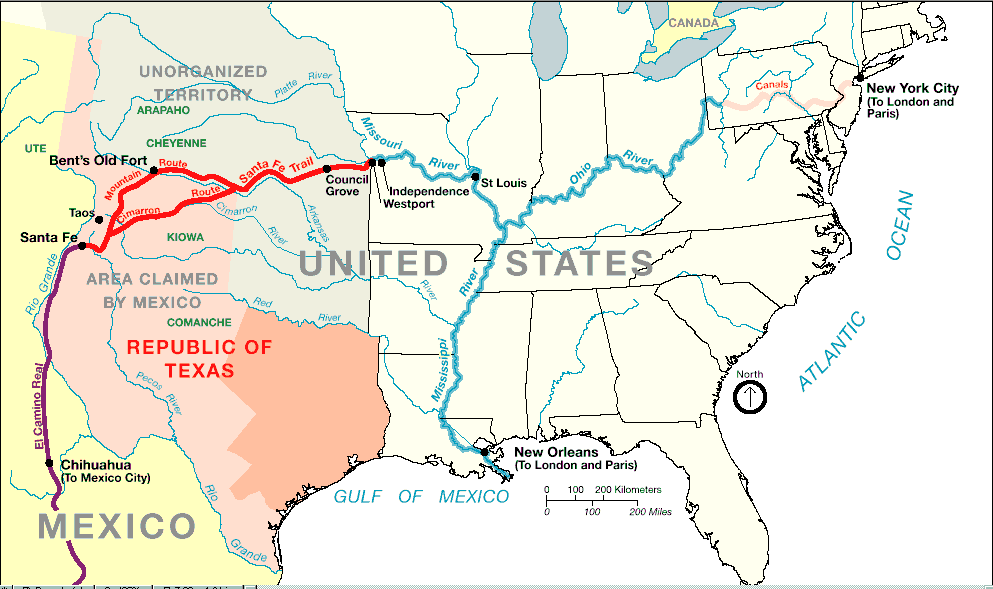
Carte de la Piste de Santa Fe (en rouge) en 1845

- L'indien cheroquee Sequoyah développe la langue écrite cheroquee.
- Dans le premier procès judiciaire connu portant sur l'obscénité aux États-Unis, une cour du Massachusetts proscrit le roman de John Cleland, Fanny Hill. L'éditeur, Peter Holmes, est condamné pour l'impression d'un roman obscène.
- Immigration de Mexicains vers le Texas.

## Naissances
- Alpheus P. Hodges (décède le 29 juillet 1858, homme politique et premier maire de Los Angeles.
- 10 août : Jay Cooke, (décède le 8 février 1905), était un homme d'affaires américain né à Sandusky (Ohio). Il fut membre du Congrès américain affilié au Parti whig et député de l'Ohio de 1831 à 1833.
- 22 octobre : Collis Potter Huntington, (décède le 13 août 1900), était un des quatre investisseurs (le « Big Four ») qui créa, avec Leland Stanford, Mark Hopkins, et Charles Crocker, la compagnie de chemin de fer Central Pacific.
- 17 décembre : Frederick W. Lander, (décède le 2 mars 1862), était un explorateur, un poète et un général des Armées du l'Union pendant la Guerre de Sécession.

#### Articles généraux
- Histoire des États-Unis de 1776 à 1865
- Évolution territoriale des États-Unis

#### Articles sur l'année 1820 aux États-Unis
- Piste de Santa Fe